# Reinhard Schwarz
Reinhard Johannes Schwarz (* 18. November 1929 in Liepe auf Usedom; † 18. Juli 2022 in Dießen am Ammersee) war ein deutscher evangelischer Theologe.

## Leben
Schwarz studierte Evangelische Theologie in Berlin und Tübingen. Nach der Promotion 1959 zum Dr. theol. und der Habilitation 1966 für das Fach Kirchengeschichte lehrte er von 1971 bis 1996 als Professor für Kirchengeschichte in der Evangelisch-Theologischen Fakultät der Ludwig-Maximilians-Universität München.
Seine Hauptbereiche in der Forschung waren Luthers Theologie, deren theologiegeschichtliche Voraussetzungen und der radikale Flügel der Reformation. Seine Antrittsvorlesung an der Universität Tübingen hielt er am 24. Juni 1966 über Lessings Spinozismus.
Reinhard Schwarz starb am 18. Juli 2022 im Alter von 92 Jahren.

## Schriften (Auswahl)
- Fides, spes und caritas beim jungen Luther. Unter besonderer Berücksichtigung der mittelalterlichen Tradition. Berlin 1962, OCLC 1087155054.
- Die apokalyptische Theologie Thomas Müntzers und der Taboriten. Tübingen 1977, ISBN 3-16-139851-3.
- Luther. Göttingen 2014, ISBN 3-8252-4071-1.
- Martin Luther – Lehrer der christlichen Religion. Tübingen 2016, ISBN 3-16-154411-0.